# Docterspolder
De Docterspolder is een voormalig waterschap in de provincie Groningen.
De polder lag ten noordoosten van Sint-Annen, tussen de Noordelijke Wolddijk en het Westerwijtwerdermaar. De molen, de Kamphuismolen genaamd, sloeg uit op het Westerwijtwerdermaar en stond op ongeveer 200 m westelijk van de uitmonding van het Stedumermaar.
In 1950 is het poldertje uit kostenoverwegingen aangesloten bij de Kloostermolenpolder.
Waterstaatkundig gezien ligt het gebied sinds 1995 binnen dat van het waterschap Noorderzijlvest.